# 瑞恩·哈里森
瑞恩·哈里森（Ryan Harrison，1992年5月7日—）是一位美國職業網球運動員。哈里森從兩歲就開始打網球。他在2007年轉為職業選手，并開始參加大滿貫的少年組賽事。於2017年取得Memphis Open冠軍也是第一個ATP冠軍。

## 外部連結
- 瑞恩·哈里森（英文/西班牙文）的官方資料
- 瑞恩·哈里森的國際網球總會 職業／青少年 官方資料（英文）
- 瑞恩·哈里森的官方資料（英文）
- Harrison Recent Match Results
- Harrison World Ranking History
- Latest ATP Tour Results at YouPlayoff （页面存档备份，存于）